# Geschützter Landschaftsbestandteil Park und Teich Gut Herbeck

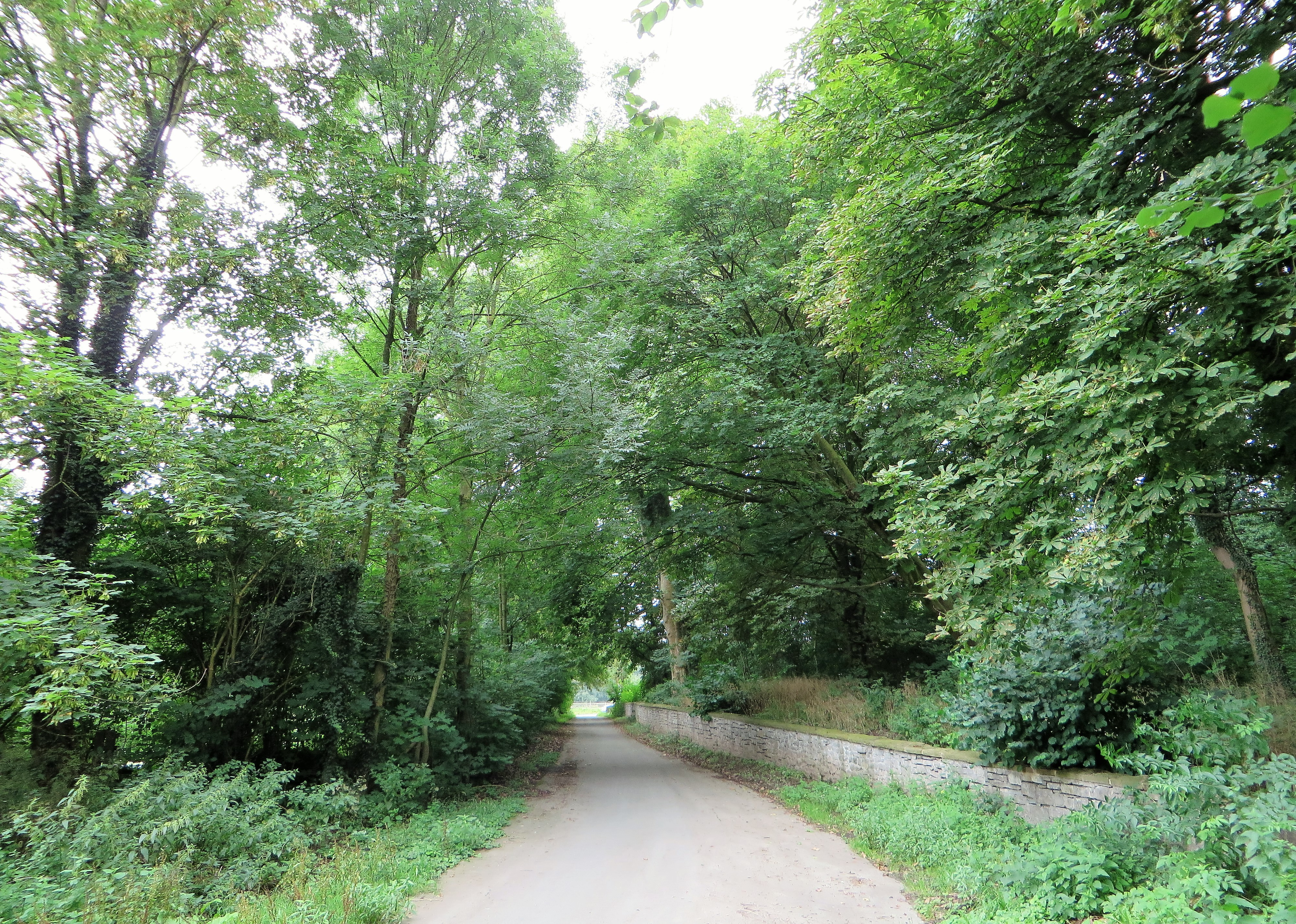
Geschützter Landschaftsbestandteil Park und Teich Gut Herbeck

Der Geschützte Landschaftsbestandteil Park und Teich Gut Herbeck mit einer Flächengröße von 2,24 ha liegt auf dem Gebiet der kreisfreien Stadt Hagen in Nordrhein-Westfalen. Der LB wurde 1994 mit dem Landschaftsplan der Stadt Hagen vom Stadtrat von Hagen ausgewiesen.

## Beschreibung
Beschreibung im Landschaftsplan: „Der Landschaftsbestandteil liegt nördlich von Herbeck an der Sudfeldstraße. Er besteht aus dem verwilderten Park mit mächtigen Althölzern, einer gehölzbestandenen Böschungskante und einem südlich des Lennefährweges gelegenen Teich mit einem umfangreichen Röhrichtbestand.“

## Schutzzweck
Laut Landschaftsplan erfolgte die Ausweisung „zur Sicherung der Leistungsfähigkeit des Naturhaushalts durch Erhalt eines Lebensraumes für die charakteristischen Tier- und Pflanzenarten der Kleingewässer und Sumpfzonen sowie eines Lebensraumes, insbesondere für Kleinsäuger, höhlenbrütende Vogelarten und totholzbewohnende Insekten“.